# Бык (приток Ламочки)
Бык — река в России, протекает по Сосновскому району Тамбовской области. Правая составляющая реки Ламочки. Длина реки составляет 7 км.
Река Бык берёт начало западнее села Дельная Дубрава. Течёт на юг по открытой местности. Ниже деревни Веселкино сливается с рекой Ламкой и образует реку Ламочку. Устье реки Бык находится в 25 км по правому берегу реки Ламочки.